# Laboratoris Uriach
Els Laboratoris Uriach són un antic edifici industrial situat als carrers del Dega Bahí, Nació i Ripollès del Camp de l'Arpa de Barcelona, catalogat com a bé amb elements d'interès (categoria C).

## Història
Al tombant dels segles xix i xx, la societat comanditària J. Uriach i Cia, dedicada a la venda a l'engròs de productes químics i farmacèutics, es va instal·lar al carrer del Degà Bahí, al Camp de l'Arpa. El 1910, Joaquim Uriach i Uriach, fill del fundador, va encarregar a l'arquitecte Joan Bruguera i Roget el projecte d'un magatzem al carrer del Ripollès i d'un edifici d'habitatges a la cantonada d'aquest carrer amb el de la Muntanya, que encara es conserva.
Als anys 1950, el creixement de l'empresa, convertida ja en societat anònima, va fer que les instal·lacions (oficines i laboratori) resultessin insuficients, i per això, aquesta encarregà a l'arquitecte Manuel Ribas i Piera el projecte d'un centre d'investigació al mateix carrer, la primera fase del qual es va inaugurar el 1961.
El 2001, l'Ajuntament de Barcelona va aprovar el «Pla Especial Integral de l'illa 'Laboratoris Uriach' delimitada pels carrers Degà Bahí, Nació, Ripollés i Muntanya» d'Immobiliària Colonial per a construir-hi habitatges, respectant l'edifici catalogat.

## Descripció
Del conjunt de construccions dels laboratoris Uriach, únicament s'ha conservat la més antiga, un interessant exemple d'edifici industrial de qualitat inserit en una trama on es combinen l'habitatge i la indústria. Està format per dos cossos: un de vertical, de planta baixa i cinc pisos, que acollia les oficines de l'empresa, i un d'horitzontal, de planta baixa i dos pisos, que acollia part dels laboratoris, la biblioteca i l'habitatge del porter.
L'estructura és de formigó armat a la planta subterrània i de perfils metàl·lics soldats a partir de la planta baixa, i els acabats són de granit a la base, aplacats de pedra calcària a les façanes del carrer i estucats blancs a les façanes interiors, fusteria d'alumini, etc.